# Michał Jaszewski
Michał Jaszewski (ur. 30 kwietnia 1979 w Skarżysku-Kamiennej) – polski siatkarz, grający na pozycji przyjmującego.
Największym jego sukcesem sportowym jest zdobycie Pucharu Polski w 1998 roku oraz tytułu Mistrza Polski z Yawalem Częstochowa w 1999 roku. Wielokrotny reprezentant Polski w kategorii kadetów i juniorów.
Grał również w następujących klubach: STS Skarżysko-Kamienna, Czarni Radom, SMS PZPS Rzeszów, Stal Nysa, Energetyk Jaworzno, BBTS Bielsko-Biała, Lechia Tomaszów Mazowiecki, Gwardia Wrocław.
Jego rodzina posiada silne tradycje sportowe. Ojciec – Grzegorz Jaszewski, był zawodnikiem AZS AWF Warszawa i ZKS Skórzani Skarżysko-Kamienna. Jego żoną była siatkarka Katarzyna Sielicka, z którą ma córkę Kaję (ur. 2010).

## Osiągnięcia

### Młodzieżowe
- Brązowy Medal Mistrzostw Polski Kadetów w 1995 roku z Czarnymi Radom
- Brązowy Medal Mistrzostw Europy Kadetów w 1995 roku w Barcelonie
- Brązowy Medal Mistrzostw Europy Kadetów w 1997 roku w Púchovie
- Srebrny Medal Mistrzostw Polski Juniorów w 1998 z AZS Częstochowa

### AZS Częstochowa
- Puchar Polski w 1998
- Mistrzostwo Polski w 1999
- Brązowy Medal Mistrzostw Polski w 2000